# Jakob Pelletier
Jakob Pelletier, född 7 mars 2001, är en kanadensisk professionell ishockeyforward som är kontrakterad till Calgary Flames i National Hockey League (NHL) och spelar för Calgary Wranglers i American Hockey League (AHL).
Han har tidigare spelat för Stockton Heat i AHL och Moncton Wildcats och Foreurs de Val-d'Or i Ligue de hockey junior majeur du Québec (LHJMQ).
Pelletier draftades av Calgary Flames i första rundan i 2019 års draft som 26:e spelare totalt.

## Statistik
| 2014–2015    | Cyclone de Québec                    |              | 32  | 10  | 9   | 19  | 20 | 4  | 0  | 5  | 5  | 0  |
| 2015–2016    | Typhon de Québec                     |              | 32  | 32  | 18  | 50  | 20 | 3  | 1  | 1  | 2  | 2  |
|              | Cyclone de Québec midget espoir      |              | 4   | 2   | 3   | 5   | 2  | —  | —  | —  | —  | —  |
| 2016–2017    | Blizzard du Séminaire Saint-François | LHMAAAQ      | 40  | 25  | 32  | 57  | 16 | 17 | 15 | 14 | 29 | 10 |
| 2017–2018    | Moncton Wildcats                     | LHJMQ        | 60  | 23  | 38  | 61  | 20 | 10 | 2  | 3  | 5  | 6  |
| 2018–2019    | Moncton Wildcats                     | LHJMQ        | 65  | 39  | 50  | 89  | 24 | 7  | 2  | 1  | 3  | 2  |
| 2019–2020    | Moncton Wildcats                     | LHJMQ        | 57  | 32  | 50  | 82  | 16 | —  | —  | —  | —  | —  |
| 2020–2021    | Foreurs de Val-d'Or                  | LHJMQ        | 28  | 13  | 30  | 43  | 20 | 15 | 5  | 18 | 23 | 6  |
| 2021–2022    | Stockton Heat                        | AHL          | 66  | 27  | 35  | 62  | 22 | 13 | 4  | 3  | 7  | 4  |
| 2022–2023    | Calgary Flames                       | NHL          | 1   | 0   | 0   | 0   | 0  | —  | —  | —  | —  | —  |
|              | Calgary Wranglers                    | AHL          | 31  | 15  | 19  | 34  | 22 | —  | —  | —  | —  | —  |
| NHL totalt   | NHL totalt                           | NHL totalt   | 1   | 0   | 0   | 0   | 0  | —  | —  | —  | —  | —  |
| AHL totalt   | AHL totalt                           | AHL totalt   | 97  | 42  | 54  | 96  | 44 | 13 | 4  | 3  | 7  | 4  |
| LHJMQ totalt | LHJMQ totalt                         | LHJMQ totalt | 210 | 107 | 168 | 275 | 80 | 32 | 9  | 22 | 31 | 14 |

### Internationellt
| Källa: Uppdaterad: 2023-01-21 | Källa: Uppdaterad: 2023-01-21 | Källa: Uppdaterad: 2023-01-21 |         | Utv = Utvisningsminuter | Utv = Utvisningsminuter | Utv = Utvisningsminuter | Utv = Utvisningsminuter | Utv = Utvisningsminuter |
| År                            | Lag                           | Mästerskap                    | Matcher | Mål                     | Assist                  | Poäng                   | Utv                     |                         |
| ----------------------------- | ----------------------------- | ----------------------------- | ------- | ----------------------- | ----------------------- | ----------------------- | ----------------------- | ----------------------- |
| 2018                          | Kanada                        | Hlinka Gretzky                | 4       | 1                       | 1                       | 2                       | 0                       |                         |
| 2019                          | Kanada                        | U18-VM                        | 7       | 0                       | 2                       | 2                       | 0                       |                         |
| 2022                          | Kanada                        | JVM                           | 7       | 3                       | 4                       | 7                       | 2                       |                         |
| Junior totalt                 | Junior totalt                 | Junior totalt                 | 18      | 4                       | 7                       | 11                      | 2                       |                         |